# Schlacht von Nürnberg
Als Schlacht von Nürnberg (portugiesisch Batalha de Nuremberga, niederländisch Slag van Neurenberg) wird das Achtelfinalspiel der Fußball-Weltmeisterschaft 2006 in Deutschland zwischen Portugal und den Niederlanden bezeichnet, das am 25. Juni 2006 im Frankenstadion in Nürnberg ausgetragen wurde. In der von Schiedsrichter Walentin Iwanow geleiteten Partie, die von zahlreichen Fouls und Unsportlichkeiten geprägt war, wurde mit 16 Gelben Karten, davon vier Gelb-Roten Karten, eine Rekordzahl an Verwarnungen und Platzverweisen für ein Weltmeisterschaftsspiel ausgesprochen. Portugal gewann das Spiel mit 1:0; beide Mannschaften beendeten das Spiel mit lediglich noch neun Spielern auf dem Feld.

## Vorgeschichte
Bei dem Spiel handelte es sich um eine Neuauflage des Halbfinalspiels der Fußball-Europameisterschaft 2004, das Portugal mit 2:1 für sich entschieden hatte. Damit war Portugal bei der Europameisterschaft im eigenen Land erstmals der Einzug in ein EM-Finale gelungen, in welchem man jedoch dem Außenseiter Griechenland unterlegen war.
Zudem waren die Mannschaften in der Qualifikation zur Fußball-Weltmeisterschaft 2002 zweimal aufeinandergetroffen. Dabei hatten die Niederlande im Rückspiel eine 2:0-Führung in den letzten 10 Minuten noch verspielt. Auch das Hinspiel war unglücklich verlaufen, da beim 2:0-Sieg der Portugiesen der Führungstreffer zum 1:0 gefallen war, nachdem der Niederländer Marc Overmars nach einem Pfiff aus dem Publikum fälschlicherweise eine Spielunterbrechung vermutet hatte. Letztlich wurden die Niederlande hinter Portugal und Irland überraschend nur Gruppendritter und verpassten damit die Qualifikation für die Weltmeisterschaft.
Vor dem Spiel hatten die Niederlande seit 15 Jahren nicht gegen Portugal gewonnen. Beide Teams hatten die Gruppenphase ungefährdet überstanden und waren bereits vor dem dritten Spiel sicher für das Achtelfinale qualifiziert gewesen, dementsprechend hatten beide Mannschaften im letzten Gruppenspiel einige Stammspieler geschont. Portugal hatte alle drei Vorrundenspiele gewonnen und zog dementsprechend als Gruppenerster ins Achtelfinale ein, die Niederlande wurden nach zwei Siegen und einem Unentschieden gegen Argentinien Gruppenzweiter. Bei Oranje hatte sich Stürmer Ruud van Nistelrooy, der zuvor in der Startelf gestanden hatte, vor der Partie mit Bondscoach Marco van Basten überworfen und saß daher nur auf der Bank. Van Nistelrooy war zuvor dreimal ausgewechselt worden und hatte van Basten daher öffentlich kritisiert.

## Spielverlauf
Bereits in der zweiten Minute des Spiels zeigte Schiedsrichter Walentin Iwanow nach einem Foul von Mark van Bommel an Cristiano Ronaldo erstmals die Gelbe Karte. In der siebten Minute erhielt Khalid Boulahrouz nach einem Tritt gegen Ronaldo die zweite Gelbe Karte der Partie. Der Portugiese erlitt durch dieses Foul eine Verletzung und musste daher in der 33. Minute ausgewechselt werden. Er wurde durch Simão ersetzt. Zu Beginn der Partie hatten die Niederländer die ersten Chancen. In der 23. Minute ging allerdings Portugal mit seiner ersten guten Torchance in Führung, nach Zuspiel von Deco vom rechten Flügel auf Pauleta im Strafraum, der den Ball zu Maniche – der ebenfalls in der 20. Minute bereits gelbverwarnt worden war – ablegte, konnte dieser den niederländischen Verteidiger André Ooijer aussteigen lassen und traf aus elf Metern halbhoch rechts das Tor. Kurz vor der Halbzeitpause erhielt Costinha, der in der 31. Minute nach einem Foulspiel an Phillip Cocu bereits Gelb gesehen hatte, nach einem absichtlichen Handspiel die Gelb-Rote-Karte, sodass Portugal die zweite Hälfte in Unterzahl eröffnete.
Portugal entschied sich nach der Halbzeitpause für eine defensivere Formation mit stärkerem Fokus auf Konterspiel und wechselte daher Mittelstürmer Pauleta aus, um ihn durch den defensiven Mittelspieler Petit zu ersetzen. Daraufhin nahmen die Torchancen der Niederländer zu, die durch die Einwechslung von Rafael van der Vaart für den Innenverteidiger Joris Mathijsen – als Gegenspieler des ausgewechselten Pauleta entbehrlich geworden – zunehmend auf Angriff setzten. Dies ermöglichte den Portugiesen mehr Raum für Konter. Verwarnungen wurden zu Beginn der zweiten Hälfte zunächst gegen Petit (50. Minute) sowie den Niederländer Giovanni van Bronckhorst (59. Minute) ausgesprochen. Einen Kopfstoß von Portugals Kapitän Luís Figo gegen van Bommel in der auf das Foul von van Bronckhorst folgenden Auseinandersetzung sah Schiedsrichter Iwanow nicht, zeigte aber nach einem Hinweis durch einen Assistenten in der 60. Minute die Gelbe Karte. Drei Minuten später erhielt Boulahrouz die Gelb-Rote Karte, da er Figo bei einem Zweikampf mit dem Ellenbogen im Gesicht getroffen hatte, was zu Rudelbildung an der Seitenlinie führte. In der 71. Minute verletzte sich Ricardo Carvalho, als er einen Schuss von Wesley Sneijder abblockte. Nach der folgenden Verletzungsunterbrechung gaben die Niederländer nach einem Schiedsrichterball den Ball nicht an die Portugiesen, die zuvor im Ballbesitz gewesen waren, zurück und hielten sich damit nicht an eine ungeschriebene Fair-Play-Regel. Als Reaktion darauf beging Deco in der 73. Minute ein Foul an John Heitinga, woraufhin es erneut zu Rudelbildung kam. Deco erhielt für sein Foulspiel ebenso wie Sneijder für seine Rolle in dem auf das Foul von Deco folgenden Gerangel Gelb, auch van der Vaart wurde eine Minute später deswegen verwarnt. Anschließend sahen auch die Portugiesen Ricardo (Zeitspiel) und Nuno Valente (Foulspiel, beide 76. Minute) die Gelbe Karte. Der nächste Platzverweis folgte in der 78. Minute, als der erst fünf Minuten zuvor gelbverwarnte Deco wegen Zeitspiels, nachdem er die Ausführung eines Freistoßes der Niederländer verhindert hatte, des Platzes verwiesen wurde. In der 81. Minute vereitelte Ricardo eine große Torchance der Niederländer, als er in einer 1-gegen-1-Situation den Schuss von Dirk Kuyt parierte. Kurz vor Abpfiff musste schließlich noch der Niederländer Giovanni van Bronckhorst nach einer Gelb-Roten-Karte wegen eines Fouls an Tiago das Feld in der fünften Minuten der Nachspielzeit vorzeitig verlassen.
| Portugal                                                | Portugal | Niederlande | Niederlande | Aufstellung                            |
| ------------------------------------------------------- | --- | --- | ----------- | -------------------------------------- |
| Portugal                                                | \| 25. Juni 2006 um 21:00 Uhr in Nürnberg (Frankenstadion) \| \| Ergebnis: 1:0 (1:0) \| \| Zuschauer: 41.000 (ausverkauft) \| \| Schiedsrichter: Walentin Iwanow ( Russland) \| \| Spielbericht \|       | \| 25. Juni 2006 um 21:00 Uhr in Nürnberg (Frankenstadion) \| \| Ergebnis: 1:0 (1:0) \| \| Zuschauer: 41.000 (ausverkauft) \| \| Schiedsrichter: Walentin Iwanow ( Russland) \| \| Spielbericht \| | Niederlande | Aufstellung Portugal gegen Niederlande |
| Portugal                                                | Ricardo – Miguel, Fernando Meira, Ricardo Carvalho, Nuno Valente – Costinha, Maniche – Luís Figo (84. Tiago), Deco, Cristiano Ronaldo (34. Simão) – Pauleta (46. Petit) Cheftrainer: Luiz Felipe Scolari | Edwin van der Sar – Khalid Boulahrouz, André Ooijer, Joris Mathijsen (56. Rafael van der Vaart), Giovanni van Bronckhorst – Mark van Bommel (67. John Heitinga), Wesley Sneijder, Phillip Cocu (84. Jan Vennegoor of Hesselink) – Robin van Persie, Dirk Kuyt, Arjen Robben Cheftrainer: Marco van Basten | Niederlande | Aufstellung Portugal gegen Niederlande |
| Portugal                                                | 1:0 Maniche (23.) | | Niederlande | Aufstellung Portugal gegen Niederlande |
| Portugal                                                | Maniche (20.), Costinha (31.), Petit (50.), Figo (60.), Deco (73.), Ricardo (76.), Nuno Valente (76.) | van Bommel (2.), Boulahrouz (7.), van Bronckhorst (59.), Sneijder (73.), van der Vaart (74.) | Niederlande | Aufstellung Portugal gegen Niederlande |
| Portugal                                                | Costinha (45.+1'), Deco (78.) | Boulahrouz (63.), van Bronckhorst (90.+5') | Niederlande | Aufstellung Portugal gegen Niederlande |
| Portugal                                                | Spieler des Spiels: Maniche | | Niederlande | Aufstellung Portugal gegen Niederlande |
| 25. Juni 2006 um 21:00 Uhr in Nürnberg (Frankenstadion) | | |             |                                        |
| Ergebnis: 1:0 (1:0)                                     | | |             |                                        |
| Zuschauer: 41.000 (ausverkauft)                         | | |             |                                        |
| Schiedsrichter: Walentin Iwanow ( Russland)             | | |             |                                        |
| Spielbericht                                            | | |             |                                        |

## Reaktionen und Nachwirkungen
Nach dem Spiel geriet Schiedsrichter Walentin Iwanow in die Kritik, beide Trainer äußerten sich unzufrieden über die Schiedsrichterleistung bei dieser Partie. So meinte der niederländische Trainer van Basten, dass Iwanow „die Portugiesen mit allem davonkommen lassen“ habe. Auch Portugals Coach Luiz Felipe Scolari äußerte nach dem Spiel, dass der Schiedsrichter „keinen guten Tag erwischt“ habe. FIFA-Präsident Sepp Blatter nahm den Schiedsrichter in die Verantwortung und äußerte sich folgendermaßen: „Ich muss sagen, dass der Schiedsrichter nicht auf dem Niveau der Spieler gepfiffen hat. Man hätte auch ihm eine Gelbe Karte zeigen können“. Der Kicker gab Iwanow nach dem Spiel die Note 5,0 und bewertete seine Leistung wie folgt: „Hatte das Spiel durch falsches Strafmaß nicht im Griff: Hätte Costinha und Deco früher Gelb-Rot geben müssen, brachte dadurch große Hektik ins Spiel. Figos Gelb (60.) war zu milde, Gelb-Rot gegen Boulahrouz hingegen zu hart.“ Iwanow selbst bezeichnete das Spiel zwei Tage später „in Anbetracht der aggressiven Gangart“ als „das schlimmste Spiel seiner Karriere“, sah aber keine Fehlentscheidungen seinerseits. Blatter entschuldigte sich einige Tage später öffentlich für seine Kritik und meinte stattdessen, dass „Schiedsrichter [...] eine größere Skala der Entscheidung haben [sollten]“. Allerdings wurde bekanntgegeben, Iwanow für keine weiteren Spiele bei dieser Weltmeisterschaft zu nominieren. Damit war es das letzte Spiel seiner Karriere als FIFA-Schiedsrichter, für die seinerzeit eine Altersgrenze von 45 Jahren galt.
Insbesondere die Entscheidung von Iwanow, Khalid Boulahrouz nach dem heftigen Foul an Cristiano Ronaldo in der siebten Minute nur mit einer gelben Karte zu verwarnen, statt ihn direkt mit einer roten Karte vom Platz zu stellen, wurde dabei im Nachhinein überwiegend als fehlerhaft sowie als „Schlüsselszene“ für die spätere Entgleisung des Spiels bewertet. Zudem hatte Iwanow Luís Figo trotz eines Kopfstoßes – einer klaren Tätlichkeit – lediglich die Gelbe Karte gezeigt statt wie üblich die Rote Karte. Der portugiesische Abwehrspieler Fernando Meira sagte 2012 in einem Interview: „Nach dem Foul [von Boulahrouz] waren unsere Gemüter erhitzt. Von da an wollten wir den Holländern auch wehtun.“ Er unterstellte Boulahrouz, dass er Cristiano Ronaldo mit dem Foul „aus dem Spiel nehmen wollte“. Den Schiedsrichter sah Meira nicht als verantwortlich für die Eskalation des Spiels an. Insgesamt bewertete er das Spiel so, dass es den Spielern und den Zuschauern dennoch Spaß gemacht hätte. Ronaldo selbst unterstellte Boulahrouz direkt nach der Partie ebenfalls eine Verletzungsabsicht bei seinem Foul und meinte, dass Iwanow keine weiteren Spiele bei dieser Weltmeisterschaft leiten sollte.
Generell standen die Schiedsrichterleistungen bei dieser Weltmeisterschaft teils stark in der Kritik. Neben dem Vorfall beim Vorrundenspiel zwischen Kroatien und Australien, bei dem Referee Graham Poll den Kroaten Josip Šimunić versehentlich erst nach drei Gelben Karten des Feldes verwiesen hatte, wurde insbesondere nach der Partie zwischen Portugal und den Niederlanden die allgemein hohe Anzahl an Verwarnungen kritisiert. So meinte beispielsweise Franz Beckenbauer: „So hundertprozentig kriegen sie die Lage nicht in den Griff“, und Günter Netzer sagte: „Mir nehmen die Schiedsrichter zu viel Einfluss auf die Spiele. Sie ziehen allzu schnell Gelb, dann folgt Gelb-Rot. Das verfälscht den Ausgang der Spiele und wird nicht zum Erhalt der Freude am Fußball beitragen.“ Dahingegen nahm DFB-Präsident Gerhard Mayer-Vorfelder die Spieler in die Pflicht und wies darauf hin, dass man alle Mannschaften vor Turnierbeginn darauf hingewiesen hätte, die Regeln bei dieser WM strenger auszulegen. Schiedsrichter Lutz Wagner machte die Vorgaben der FIFA dafür verantwortlich: „Die Schiedsrichter sind dazu aufgefordert worden, kleinlicher zu pfeifen“, und machte darauf aufmerksam, dass „bei so vielen Verwarnungen [...] die Gelbe Karte ihre Wirkung [verliert]“.
Portugal traf im sechs Tage später stattfindenden Viertelfinale auf England. Aufgrund der Platzverweise aus diesem Spiel waren Costinha und Deco für das folgende Spiel gesperrt, sie wurden durch Tiago und Petit in der Startelf ersetzt. Dank dreier Paraden von Ricardo gewann Portugal im Elfmeterschießen. Damit gelang Portugal nach 1966 zum zweiten Mal der Einzug ins Halbfinale. Letztlich wurde Portugal nach Niederlagen im Halbfinale gegen Frankreich (0:1) sowie im Spiel um Platz 3 gegen Deutschland (1:3) Vierter.
In den Niederlanden trug das Spiel zusammen mit den vorherigen Partien aus der WM-Qualifikation 2002 und der EM 2004 zur Wahrnehmung von Portugal als „Angstgegner“ bei, auch beim nächsten Aufeinandertreffen bei einem großen Turnier in der Vorrunde der Europameisterschaft 2012 unterlag Oranje den Portugiesen mit 1:2. Erst bei einem Freundschaftsspiel am 26. März 2018 gelang den Niederlanden nach 27 Jahren wieder ein Sieg gegen Portugal (3:0), was bei ihrem dreizehnten Aufeinandertreffen erst der zweite Sieg für die Niederländer war. Auch im Finale der UEFA Nations League 2018/19 besiegte Portugal die Niederlande, mit 1:0.
Der in diesem Spiel aufgestellte Rekord von 16 vergebenen Karten wurde bei der Fußball-Weltmeisterschaft 2022 in Katar gebrochen, als Antonio Mateu Lahoz bei der Viertelfinalpartie zwischen den Niederlanden und Argentinien 18 Verwarnungen aussprach.

Der niederländische Fußballautor Zeger van Herwaarden resümierte in seinem Het Oranje WK-boek („Das Oranje WM-Buch“) 2010 unter der Überschrift Opgefokt Oranje verliest voetbaloorlog („Aufgebrachtes Oranje verliert Fußball-Krieg“): 

„Das harte Spiel [der Niederländer] war eine Kriegserklärung an eine Nationalmannschaft, die mit Mitteln wie Einschüchterung, Provokation und dem Einsatz roher Gewalt umzugehen wusste und sich im ständigen Chaos und Getöse des turbulenten WM-K.O.-Spiels vom 25. Juni 2006 deutlich wohler fühlte. Die Niederländer hatten sich selbst aus dem Spiel genommen, indem sie die Portugiesen mit deren eigenen Waffen zu bekämpfen versuchten, anstatt den geduldigen, geschlossenen und soliden Fußball zu spielen, der in der Qualifikation und in der ersten Runde des Endturniers so viel Erfolg gebracht hatte. [… Zum Ende] war das Fußballspiel schon längst zu einem reinen Schmierentheater verkommen, das mit vier Roten und 15 Gelben den Charakter einer Farce annahm.“